# Яроші (Кременчуцький район)
Яроші́ — село в Україні, у Глобинській міській громаді Кременчуцького району Полтавської області. Населення сільської ради на 1 січня 2011 року становить 287 осіб.

## Географія
Село знаходиться на правому березі річки Сухий Кагамлик, вище за течією примикає село Пироги, нижче за течією на за 2,5 км розташоване село Бабичівка. Річка в цьому місці пересихає, на ній зроблені ставки. Поруч проходить автомобільна дорога Т-1716.

## Історія

### Заснування
Перші поселенці у цих краях були втікачі з правобережної України — козаки (вільні люди).

### Російська імперія
До Ярошів належали хутори: Кочергіне, Левченкове, Святеликове, Степаненкове, Шпагатове Озеро. У Ярошах та його хуторах проживало 1643 особи (804 особи чоловічої статі, 839 осіб жіночої статі).

### Голодомор та репресії
Під час Голодомору 1932—1933 років у Пирогах та Ярошах померло з голоду кілька сотень селян — люди вмирали вулицями, сім'ями; траплялися випадки людоїдства.
У 1937 році були заарештовані і репресовані десятеро жителів сіл Пироги і Яроші — Особлива трійка УНКВС звинуватила їх у належності до «підпільної контрреволюційної військово-повстанської білогвардійської організації», яка нібито діяла на території Глобинського району (стаття 54 Кримінального Кодексу УРСР — «антирадянська агітація»).

### Радянсько-німецька війна
Після початку війни доросле чоловіче населення села Пироги і навколишніх сіл було мобілізоване на фронт. Жіноче населення сіл Пироги і Яроші, як і інших сіл Глобинського району, вивозили копати протитанкові окопи на лівому березі Дніпра.
12 вересня 1941 року основні сили німецької 17-ї армії і 1-ї танкової групи генерал-полковника Клейста групи армій «Південь» прорвали оборону і, розгромивши у Ярошах і Пирогах обоз 297-ї стрілецької дивізії, попрямували на північ, до Хоролу.
За свідченнями жителів села Яроші, до Німеччини вивезли 121 юнака і дівчину. До Німеччини вивезли також колишніх радянських військовополонених, які проживали у хатах селян. За час війни загинуло 77 жителя села Яроші.

### Незалежна Україна
12 червня 2020 року, відповідно до розпорядження Кабінету Міністрів України № 721-р «Про визначення адміністративних центрів та затвердження територій територіальних громад Полтавської області», село увійшло до складу Глобинської міської громади.
19 липня 2020 року, в результаті адміністративно - територіальної реформи та ліквідації Глобинського району, село увійшло до складу новоутвореного Кременчуцького району.

## Населення
Кількість населення у селі змінювалась наступним чином:
| 1900  | 2001 | 2011 |
| ----- | ---- | ---- |
| 1643* | 468  | 287  |
|       | ▼    | ▼    |

*з прилеглими хуторами

### Мова
Розподіл населення за рідною мовою за даними перепису 2001 року:
| Мова       | Кількість | Відсоток |
| ---------- | --------- | -------- |
| українська | 452       | 96.58%   |
| російська  | 16        | 3.42%    |
| Усього     | 468       | 100%     |

## Інфраструктура
Село газифіковане, наявне централізоване водопостачання. На території села розташований фельдшерсько-акушерський пункт.

## Відомі люди
- Степаненко Олександр Федорович — член  Української Центральної Ради.